# Katalonija
Katalonija (kat. Catalunya, špa. Cataluña, ara. (dijalekt oksitanskog) Catalonha) je španjolska autonomna zajednica. Smještena je na sjeveroistoku Pirenejskog poluotoka. Površine je 32.114 km², graniči s Francuskom i Andorom na sjeveru, na istoku sa Sredozemnim morem, na jugu sa Zajednicom Valencija i na zapadu s Aragonijom. Obala Katalonije duga je oko 580 km. Glavni grad je Barcelona.
Katalonija ima gotovo 7,5 milijuna stanovnika. Više od polovice živi u metropolitanskom području Barcelone.
Katalonija se u svojem Autonomnom statutu deklarira kao "nacija". Ustav Španjolske joj priznaje i jamči pravo na autonomiju.
Službeni jezici u Kataloniji su katalonski, španjolski, i aranski.

## Zemljopis
Prostire se na 31.930 km2 i sastoji se od četiriju provincija: Barcelona, Girona, Lleida i Tarragona. Obuhvaća uglavnom šumovit i brdovit prostor. Glavne rijeke su Ebro, Llobregat i Ter.

## Povijest
Prostor današnje Katalonije bio je prvotno naseljen iberskim plemenima. U 3. stoljeću pr. Kr. to područje osvajaju Kartažani, a kasnije se nalazi u sastavu Rimskog Carstva.
Početkom 5. stoljeća zauzimaju je Vizigoti, a 711. godine Arapi. Krajem 8. stoljeća Katalonija ulazi u sastav Španjolske marke Karla I. Velikog s glavnim gradom Barcelonom. Potkraj 9. stoljeća barcelonski grofovi stekli su neovisnost. Godine 1137. udajom baštinice aragonskog prijestolja Petronile za barcelonskog grofa Rajmunda Berengara IV., Katalonija se sjedinila s Aragonijom (Kruna Aragonije).
Nakon sjedinjenja Aragonije i Kastilije u jedinstvenu državu 1479., Katalonija je, kao dio Aragonije, zadržala određeni stupanj samostalnosti. Sredinom 17. stoljeća Katalonci su podigli ustanak protiv vladajućih Kastiljaca, a u Ratu za španjolsku baštinu (1701. – 1714.) podupirali su Habsburgovce. Dolaskom Burbonaca na vlast 1714. Katalonija je izgubila samostalnost. Tijekom Napoleonova pohoda na Španjolsku, u Kataloniji se nalazilo glavno žarište protufrancuskog otpora.
Početkom 20. stoljeća razvija se pokret za nacionalnu autonomiju, na osnovi čega Katalonija 1932. stječe djelomičnu autonomiju. Godine 1936. proglašena je katalonska samouprava. U vrijeme Španjolskog građanskog rata Katalonija je glavno žarište otpora republikanaca protiv Francisca Franca i intervencionista. Gušenjem otpora 1939. Franco je u potpunosti ukinuo katalonsku samoupravu.
Dolaskom na vlast španjolskog kralja Ivana Karla, Katalonija je 1977. dobila privremeni autonomni status, a 1979. autonomiju.
11. rujna 2012. na Nacionalni dan Katalonije prosvjedi stotina tisuća ljudi potaknuli su predsjednika regionalne vlade (Generalitat) Artura Masa da odustane od zahtjeva za širom autonomijom kroz pregovore te da se usmjeri na politički put osamostaljenja Katalonije.
25. studenoga 2012. na izborima za katalonski parlament ponovno je pobijedila konzervativna stranka CiU (Konvergencija i unija) premijera Artura Masa, koja zagovara neovisnost. Središnja se vlada u Madridu oštro protivi odcjepljenju. Artur Mas je obećao biračima da će u roku od četiri godine raspisati referendum o neovisnosti Katalonije.

## Klima
Katalonija ima mediteransku klimu, premda s velikim razlikama u temperaturi između obalnog predjela, sa suhom klimom, umjerenom zimi i s vrlo vrućim ljetima; unutrašnjosti, koja ima kontinentalno-mediteransku klimu, s hladnim zimama i vrućim ljetima; i planinskog područja prema Pirenejima, koje ima klimu visokih planina, s temperaturama ispod ništice i mnogo snijega zimi, s prosječnim godišnjim padalinama preko 1000 mm te umjereno toplim ljetima.

## Stanovništvo
Prema službenim podacima, Katalonija je 1. siječnja 2005. godine imala 6.995.206 stanovnika, što predstavlja 15,8% ukupnog stanovništva Španjolske. Imigranti čine 8,9% ukupnog stanovništva Katalonije.
Stanovništvo u glavnim gradovima provincija: 
- Barcelona - 1.593.075 stanovnika
- Tarragona - 128.152 stanovnika
- Lleida - 124.709 stanovnika
- Girona - 86.672 stanovnika

## Jezik
Katalonski jezik jedan je od tri službena jezika u Kataloniji, priznat katalonskim statutom autonomije; drugi službeni jezik je španjolski, čiji je status službenog jezika u cijeloj Španjolskoj priznat Ustavom iz 1978. godine; treći je aranski jezik.
Katalonska vlada provodi politiku promoviranja katalonskog jezika. U školama se predaje djelomično na katalonskom, a djelomično na španjolskom, u regionalnoj upravi govori se na katalonskom, regionalni mediji su uglavnom na katalonskom, a u poslovanju se traži da su sve informacije (npr. jelovnici u restoranima, posteri, katalozi, itd.) barem na katalonskom. Rezultat tog napora regionalne katalonske vlade je to da katalonski postaje dominantan na službenoj te na akademskoj razini. Zagovornici ove politike tvrde da je ovakav pristup potreban kako bi se zaštitio njihov jezik pred imigrantnima i doseljenicima iz drugih dijelova zemlje koji njime ne govore.
Aranski jezik, koji je dijalektalna varijanta okcitanskog, ima službeni status i drugi je službeni jezik Katalonije. Aranski jezik uživa posebnu zaštitu u okrugu Val d'Aran (Dolina Aran). Ova mala regija s oko 7000 stanovnika jedino je mjesto gdje okcitanski ima službeni status (govori se uglavnom u Francuskoj i nekim manjim mjestima u Italiji).
Prema podacima iz 2007. godine 93,8% Katalonaca razumije katalonski.
| Znanje katalonskog jezika        | Znanje katalonskog jezika | Znanje katalonskog jezika |
| Sposobnost                       | Broj                      | Postotak                  |
| -------------------------------- | ------------------------- | ------------------------- |
| Razumije                         | 6.610.202                 | 93,8%                     |
| Govori                           | 5.331.000                 | 75,6%                     |
| Čita                             | 5.143.100                 | 73,0%                     |
| Piše                             | 3.967.500                 | 56,3%                     |
| Stanovništvo starije od 2 godine | 7.049.900                 | 100,00%                   |

U posljednjih 20 godina, znanje katalonskog značajno je napredovalo. Prema podacima katalonske vlade, katalonskim se u svakodnevnom govoru koristi oko 50% stanovništva.
Barcelona je jedan od glavnih središta španjolske izdavačke industrije, i glavno središte izdavaštva na katalonskom jeziku.

## Političko uređenje
U Kataloniji postoje četiri razine vlasti, svaka s različitim nadležnostima i stupnjem političke odgovornosti: Opća uprava španjolske države (Administración General del Estado de España), Vlada Katalonije ili Generalitet (Generalitat de Catalunya), provincijske skupštine (diputacions provincials), i općinska vijeća (ajuntaments municipals).
Opća uprava španjolske države nadležna je za razna područja, kao što je sigurnost (nacionalna policija i vojska), pravosuđe, poslovi oko luka i zračnih luka, državnih željeznica, te drugi poslovi koji su u isključivoj nadležnosti središnje vade Španjolske. Mossos d'Esquadra, autonomna policija Katalonije, preuzela je 2008. gotovo sve ovlasti nacionalne policije. Opća uprava španjolske države koordinirana je iz sjedišta Izaslanstva središnje vlade. Izaslanik Vlade postavlja se izravno dekretom od strane španjolske Vlade.
Generalitet Katalonije (Vlada Katalonije), autonomna vlada Katalonije, nadležna je za područja kao što su obrazovanje, socijalni poslovi, promet, određivanje ekonomske i trgovačke politike, itd. Generalitet je također nadležan za izgradnju javnih objekata kao što su bolnice, škole, fakulteti, starački domovi, itd.
Generalitet (katalonski Generalitat, španjolski Generalidad) je institucionalni sustav u koji se politički organizira autonomna vlast Katalonije. Generalitet čine Parlament, predsjednik Generaliteta i Vlada (Izvršno vijeće).

### Izvršna vlast
Vlada se sastoji od predsjednika Generaliteta i ministara. Vladu ili Izvršno vijeće ne treba poistovjećivati s Generalitetom, koji je katalonski autonomni sustav vlasti.

## Teritorijalna podjela
Katalonija se teritorijalno dijeli na okruge (comarques), općine (municipis) i provincije (províncies). U povijesti je postojala podjela i na regions i vegueries.

### Provincije (províncies)
Katalonija je upravno podjeljena na četiri provincije:
| Broj | Provincija | Glavni grad | Broj stanovnika |
| ---- | ---------- | ----------- | --------------- |
| 1.   | Barcelonès | Barcelona   | 5.507.813       |
| 2.   | Girona     | Girona      | 752.026         |
| 3.   | Lleida     | Lleida      | 439.253         |
| 4.   | Tarragonès | Tarragona   | 805.789         |

### Okruzi (comarques)
Katalonija se dijeli na 41 okrug, kojima upravljaju okružna vijeća. Podjela Katalonije na okruge ima svoj porijeklo u dekretu iz 1936. godine, koji je bio na snazi do kralja Španjolskog građanskog rata. Podjela na okruge ponovno je ustanovljena 1987. godine.
Vall d'Aran, iako uključen u podjelu na okruge, ima veću autonomiju od ostalih.

### Općine (municipis)
Vlast u općinama vrše općinska vijeća (ajuntament), sastavljena od gradonačelnika i vijećnika, koje na izborima biraju stanovnici općine.

## Promet
Katalonija ima razvijenu prometnu infrastrukturu. Premrežena je autocestama i cestama, te željezničkim prugama.
Zračne luke u Kataloniji:
- međunarodni aerodrom El Prat, smješten 15 km od Barcelone. Jedan od tri aerodromska terminala nosi naziv "Pont Aeri" (Zračni most), koji spaja Barcelonu s Madridom stalnim letovim svakog sata.
- aerodrom Girona, kojim se služe uglavnom low cost kompanije.
- aerodrom Reus, udaljen sat vremena od Barcelone.
- aerodrom Sabadell, koji ne služi za komercijalni promet.

Glavne pomorske luke za zračni i trgovački promet su Barcelona i Tarragona.
Katalonija ima mrežu cesta dugu oko 12000 km, od čega su 962 km autoceste.
Na području Katalonije izgrađena je prva željeznička pruga na Pirenejskom poluotoku. 28. listopada 1848. puštena je u promet željeznička linija između Barcelone i Mataroa duga 28 km.
Godine 2008. puštena je u promet linija brzih vlakova između Madrida i Barcelone (AVE), a u izgradnji je njezin produžetak do francuske granice, čime će ta linija biti uključena u francusku mrežu brzih vlakova.
Katalonska vlada najavila je izgradnju novih 1.100 kilometara pruga, investicija vrijedna 25 milijarda eura, između 2006. i 2026. godine.

## Kultura
O bogatstvu katalonske kulture svjedoče njezini brojni spomenici i znamenitosti od kojih su mnogi prepoznati kao UNESCO-ova svjetska baština:
- Starorimski arheološki lokalitet Tárraco, ukorijenjen u urbano tkivo grada Tarragone.
- Katalonske crkve doline Vall de Boi čini devet ranoromaničkih crkvi koje predstavljaju najgušću koncentraciju romaničke arhitekture u Europi.
- Utvrđeni cistercitski samostan Poblet iz 12. stoljeća u pokrajini Conca de Barberà jedan je od najvećih samostana u Španjolskoj i sadrži mauzolej kraljeva Aragona i Katalonije.
- Djela Antonija Gaudíja su jedinstvene građevine originalnog arhitektonskog stila koje se većinom nalaze u Barceloni, ili u njezinoj neposrednoj blizini, a svjedoče o Gaudíjevom iznimnom kreativnom doprinosu razvoju arhitekture i tehnologija izgradnje krajem 19. i početkom 20. stoljeća. Neke od najpoznatijih su: Sagrada Família, Casa Milà, Casa Batlló i Park Güell.
- U Barceloni se nalaze i dvije znamenite secesijske građevine s početka 20. st. koje je dizajnirao arhitekt Lluís Domènech i Montaner, a koje su prepoznate kao jedinstveni primjeri modernističke arhitekture od čelika i stakla, prepune svjetla i dekoracija vodećih dizajnera svog vremena, Palača katalonske glazbe i Bolnica Svetoga Križa i sv. Pavla.

## Pokret za neovisnost
U Kataloniji su povijesno ukorijenjene snažne separatističke težnje, te ideja o Kataloniji kao neovisnoj državi ima predanu potporu znatnog dijela stanovništva.
U siječnju 2013. godine Parlament Katalonije je donio Deklaraciju o suverenitetu i o pravu na samoodređenje naroda Katalonije, s 85 glasova "za" i 41 glasom "protiv".
Odmah nakon objave rezulata regionalnih izbora (za Parlament Katalonije) krajem studenog 2013. godine, na kojem su stranke što se zalažu za neovisnost Katalonije odnijele vrlo uvjerljivu pobjedu, najavljen je referendum za neovisnost
Predsjednik Katalonskog generaliteta Arturo Mas je u 20. prosinca 2013. godine službeno izvijestio 45 država o namjeri da se u Kataloniji 9. studenog 2014. godine održi referendum o neovisnosti. Referendumska pitanja bi trebala biti "Hoćete li da Katalonija postane država", te, ako se glasač odluči tako glasovati "Hoćete li da Država bude neovisna". Katalonsko vodstvo se poziva na činjenicu da su na regionalnim izborima održanima u Kataloniji 25. studenog 2012. godine stranke s otvoreno separatističkim programima osvojile 79% mjesta u regionalnom parlamentu (107 od ukupno 135 poslanika), te na istraživanja katalonske javnosti prema kojima neovisnost od Španjolske želi 82% građana.
Predsjednik Vlade Španjolske Mariano Rajoy je već i prije nego što se Arturo Mas obratio međunarodnoj zajednici s najavom referenduma o neovisnosti Katalonije najavio da Španjolska neće dopustiti održavanje referenduma. Vlada Španjolske koristi svoj utjecaj u Europskoj uniji da uvjerljivo prijeti kako bi Katalonija - ili bilo koja druga zemlja koja bi se odcijepile od neke zemlje-članice EU - bila u slučaju secesije isključena iz EU.
16. rujna 2014. španjolski ministar vanjskih poslova Jose Manuel Garcia-Margallo izjavio je da će španjolska vlada poduzeti sve što je u njenoj moći kako bi se spriječilo održavanja referenduma o katalanskoj neovisnosti (ustavni sud i dr.). Nakon što je Ustavni sud Španjoske u listopadu 2014. god. privremeno zabranio održavanje referenduma dok se ne donese konačna ustavnosudska odluka o njegovoj dopuštenosti, Arturo Mas je objavio da će se na zakazani datum 9. studenoga ipak održati pravno neobvezujuća konzultacija, koja bi se tehnički održala na isti način kao i planirani referendum - uz glasačka mjesta s glasačkim listićima i kutijama. Vlada u Madridu poduzima pravne mjere da se održavanje i takve konzultacije spriječi.
Katalonski će parlament na sjednici 19. rujna 2014. (na dan kad će Škotska izaći na referendum, op.č.) glasovati o formalnom odobravanju održavanja referenduma o neovisnosti.
Dne 9. studenoga 2014. g održana je neslužbena anketa o neovisnosti Katalonije na kojoj su se Katalonci s 80,72 posto izjasnili za neovisnost. Glasovanje je bilo o dvama pitanjima: 1) želite li da Katalonija bude država 2) želite li da ta država bude neovisna. 80,72 % izašlih odgovorilo je potvrdno na oba pitanja, malo više od 10 % potvrdno na prvo pitanje, a negativno na drugo te oko 4,5% glasača odgovorilo je "ne" na oba pitanja. Glasovalo je više od 2 milijuna birača od 5,4 milijuna osoba s pravom glasa.
Dne 1.listopada 2017. Katalonija je održala referendum na kojem se više od 90 posto izašlih birača opredijelilo za katalonsku neovisnost. Španjolska je referendum proglasila nelegalnim. Posljedično, katalonski predsjednik Carles Puigdemont proglasio je i odmah suspendirao katalonsku neovisnost tražeći dijalog s Rajoyevom vladom. Međutim, Madrid nije bio raspoložen za razgovor već je aktivirao 155. članak španjolskog Ustava kojim je moguće ukinuti dijelove, pa čak i svu, automnomiju Kataloniji. Nakon referenduma, uhićeni su čelnici nevladinih proseparatističkih organizacija Jordi Sanschez i Jordi Ciuxart, te su zatočeni u zatvoru u Madridu.

## Vanjske poveznice
- Catholic Encyclopedia - Catalonia (engl.)
- Encyclopaedia Orbis Latini (engl.)